# Iglesia de Santo Tomás de Canterbury (Vegas de Matute)
La iglesia de Santo Tomás de Canterbury es un templo religioso de España emplazada en el municipio de Vegas de Matute, perteneciente a la provincia de Segovia, en la comunidad autónoma de Castilla y León. 
El origen de la actual iglesia es una capilla dedicada a Santo Tomás, obra de Rodrigo Gil de Hontañón, de la primera mitad del siglo XVI. Fue declarada Bien de Interés Cultural el 9 de junio de 1994.

## Descripción
Se trata de una iglesia de dos naves, con cuatro tramos cada una, siendo la del Evangelio la principal, aunque la última levantada. Se trata de una estructura rectangular, que hoy se corresponde a los dos primeros tramos de la nave de la Epístola, de dos tramos entre contrafuertes, con testero plano. El exterior de sillares desiguales, dispuestos a soga y tizón, sobre zócalo, reforzado por contrafuertes y rematado por cornisa moldurada, esquema que sigue el resto del edificio.
El interior aparece recorrido por una gran línea de postas, molduradas a base de filetes y boceles que sin interrupción se superponen a las ménsulas, que sirven de soporte a los nervios de las cubiertas. Se cubre con dos bóvedas de crucería compuestas de terceletes y combados, en una compleja composición en la que destaca un círculo lobulado en el centro y múltiples claves de piedra.
La capilla, concebida como panteón familiar, conserva dos nichos con arcos de caracteres renacentistas, así como diversos escudos que decoraban los muros, algunos de ellos situados hoy en los contrafuertes exteriores.
A esta primitiva capilla fue adosada hacia 1570, bajo la dirección de Juan del Camino, y siguiendo trazas de Rodrigo Gil de Hontañón, una nueva construcción. La nueva nave es una construcción espaciosa, con ábside facetado entre contrafuertes, de 4 tramos, con pequeña tribuna en el último, y torre-espadaña, adosada al muro de Poniente, añadiéndose lateralmente dos tramos más, a los últimos de esta nave, y abriéndose en el muro de la Epístola una puerta de ingreso, mediante arco de medio punto de ancha rosca, cuadrada, levantado sobre pilares lisos y rematado en frontón triangular que oculta un tejaroz de pizarra. Su interior, espaciosos y desornamentado, con bóvedas que repiten el esquema diseñado por Gil de Hontañón, para la capilla primitiva, pero que aquí resultan más esquemáticas.